# Tipula (Lunatipula) caucasica
Tipula (Lunatipula) caucasica is een tweevleugelige uit de familie langpootmuggen (Tipulidae). De soort komt voor in het Palearctisch gebied.